# Carlos José Ruiseco Vieira
Carlos José Ruiseco Vieira (* 20. Oktober 1935 in Medellín, Kolumbien) ist emeritierter Erzbischof von Cartagena.

## Leben
Carlos José Ruiseco Vieira empfing am 6. Januar 1960 die Priesterweihe.
Papst Paul VI. ernannte ihn am 10. Dezember 1971 zum Titularbischof von Febiana sowie zum Weihbischof in Barranquilla und spendete ihm am 13. Februar 1972 die Bischofsweihe; Mitkonsekratoren waren Bernard Jan Kardinal Alfrink, Erzbischof von Utrecht, und William Kardinal Conway, Erzbischof von Armagh.
Am 28. März 1977 berief ihn Paul VI. zum Bischof von Montería. Papst Johannes Paul II. ernannte ihn am 23. September 1983 zum Erzbischof von Cartagena. Am 24. Oktober 2005 nahm Papst Benedikt XVI. sein Rücktrittsgesuch an.